# 布濟夫卡 (馬格達利尼夫卡區)
49°7′41″N 35°4′59″E / 49.12806°N 35.08306°E
布濟夫卡（烏克蘭語：Бузівка），是烏克蘭中部的村莊，隸屬第聶伯羅彼得羅夫斯克州的薩馬爾區。該村距離科夫帕基夫卡2.5公里，面積4.2平方公里，海拔高度78米，2001年人口852。